# Turn Back Time
Turn Back Time è un singolo del gruppo musicale bubblegum pop Aqua, pubblicato il 20 aprile 1998 dall'etichetta discografica Universal.
La canzone, una ballata insolita e influenzata dallo stile tipico del complesso, è stata scritta da Søren Rasted e Claus Norreen e prodotta dagli stessi insieme a Johnny Jam e Delgado. È stata estratta come singolo dall'album di debutto del gruppo, Aquarium.
Ha avuto un discreto riscontro commerciale, in particolare in Regno Unito dove ha raggiunto il vertice della classifica dei singoli.  Il brano è stato inserito nella colonna sonora del film Sliding Doors.

## Tracce
CD-Maxi (Universal UMD 85054 / EAN 0602488505420)
1. Turn Back Time (Album Version) – 4:09
2. Turn Back Time (Love to Infinitys Classic Radio Mix) – 3:20
3. Turn Back Time (Love To Infinitys Paradise Mix) – 7:25
4. Turn Back Time (Metro Scuba Club Mix) – 6:34

CD-Single (Universal 85061 / EAN 0602488506120)
1. Turn Back Time – 4:10
2. Turn Back Time (Love to Infinitys Classic Radio Mix) – 3:20

## Classifiche

### Classifiche settimanali
| Classifiche (1998) | Posizione massima |
| ------------------ | ----------------- |
| Australia          | 10                |
| Austria            | 19                |
| Belgio (Fiandre)   | 42                |
| Belgio (Vallonia)  | 14                |
| Germania           | 42                |
| Italia             | 22                |
| Nuova Zelanda      | 2                 |
| Paesi Bassi        | 26                |
| Regno Unito        | 1                 |
| Svezia             | 4                 |
| Svizzera           | 26                |

### Classifiche di fine anno
| Classifica (1998) | Posizione |
| ----------------- | --------- |
| Australia         | 50        |
| Belgio (Vallonia) | 90        |
| Nuova Zelanda     | 39        |
| Svezia            | 98        |